# Афинская национальная обсерватория
Афинская национальная обсерватория (АНО) — астрономическая обсерватория, основанная в 1842 году в Афинах, Греция. В данный момент является научно-исследовательским институтом. В старом здании обсерватории размещается Афинский музей геоастрофизики. Здание построено по планам австрийского архитектора Теофила фон Хансена.

## Руководители обсерватории
- 1847—1858 — Георгиос Вурис — инициатор основания и первый директор обсерватории
- 1858—1884 — Шмидт, Иоганн Фридрих Юлиус
- 1894—1934 — Димитриос Эгинитис (1862—1934)
- 1934—1936 — Ставрос Плакидис (1893—1990)
- 1936 — Николаос Критикос (Νικόλαος Κριτικός)
- 1936—1937 — Илиас Мариолопоулос (Ηλίας Μαριολόπουλος)
- 1937 — Джордж Хорс (Γεώργιος Χόρς)
- сейчас[когда?] — Христос Зерефос

## История обсерватории
Основанная в 1842 году обсерватория была первым научно-исследовательским учреждением, созданным в Греции после обретения независимости, а также первым научно-исследовательским институтом на Балканах. Обсерватория была профинансирована благодетелем и дипломатом Георгом Симоном фон Синой. Строительство обошлось в 500 000 драхм. Здание было построено на холме Нимф в черте города Афины. Астрономические наблюдения начались в сентябре 1847 года. На холме Нимф, согласно древнегреческой мифологии, нимфы осуществляли свои сакральные ритуалы. В V веке до н. э. здесь располагался Гелиотропион — современный аналог метеоастрономической станции, в которой велись наблюдения за ходом Солнца. Кроме того, холм Нимф расположен вблизи подножия афинской агоры, где была возведена башня Ветров — восьмиугольная часовая башня, механизм которой сочетал в себе одновременно солнечные часы, водяные часы и флюгер. Симон Георг фон Сина пригласил на должность директора Иоганна Шмидта. В 1890 году обсерватория была реорганизована в государственный научно-исследовательский центр «Афинская национальная обсерватория» и тогда же направления исследований были расширены за счет метеорологических и сейсмических исследований. В 1942 году эти департаменты были убраны, и в 1955 году были переведены в институт Ионосферы. В 1999 году в состав АНО входили:
- Институт астрономии и астрофизики
- Институт по исследованию окружающей среды и устойчивому развитию
- Институт геодинамики
- Институт космической техники и дистанционного зондирования
- Институт астрофизики элементарных частиц «Нестор» (с 2003 года)
- Афинский музей геоастрофизики

В Национальной обсерватории расположена кафедра ЮНЕСКО по стихийным бедствиям и работает Национальная сейсмологическая сеть, которая участвует в работе сети Opticon и других международных исследовательских сетей. В обсерватории также базируется Греческий координатор Глобальной системы наблюдения за планетой Земля (GEOSS).

## Инструменты обсерватории
- Телескоп «Дорис»/«Доридис» (1902 г.) — рефрактор (D=40 см, F=5м) — установлен в старом здании обсерватории
- Рефрактор (D=62,5 см, F=9 м, 1959 г.)
- Телескоп на Крите (D=123 см, 1975 г.)
- Телескоп «Аристарх», рефлектор (D=2,3 м, F=8,4 м, 2007 г.) — в верхней части хребта Хелмос (на высоте 2453 метров)

## Отделы обсерватории
- Астрономический
- Метеорологический
- Сейсмический

## Направления исследований
- Астрономия
- Сейсмология
- Энергетика
- Климатология

## Основные достижения
- Топографическая карта Луны (32 856 кратеров) — Шмидт, Иоганн Фридрих Юлиус (1878 год)
- Новая Лебедя 1876 года — Шмидт, Иоганн Фридрих Юлиус

## Известные сотрудники
- Emilios T. Harlaftis[англ.] — работал научным сотрудником обсерватории в 1997—1998 годах.
- el:Χρήστος Γούδης
- Jean Focas[англ.]
- el:Ιωάννης Παπαδάκης
- el:Βασίλειος Λάκων

## Адрес обсерватории
АНО состоит из двух помещений:
- Центральное здание — на верхней части «Холма Нимф» в Thissio.
- Астрономическая станция Penteli расположена на «Lofos Koufou» в «Palaia Penteli»

## Интересные факты
- Основание обсерватории совпало с солнечным затмением